# ماسيلي

مملكة ماسيلي أو نوميديا الشرقية باللون الأصفر

ماسيلي أو ميسولي أو نوميديا الشرقية إحدى الممالك الأمازيغية القديمة، والتي تم تشكيلها عن طريق دمج القبائل الصغيرة مثل الجيتول وموزولامي خلال العصور القديمة واتضحت معالمها في القرن الرابع قبل الميلاد. كان يحكمهم ملك. وكان جيرانهم مملكة ماسيسيليا أقوى وأكثر تنظيما.
تقع حدود أراضيهم بجانب قرطاج. وأهم المدن النوميدية سيرتا، طاغاست، مادور، تيفست

## معنى اسم ماسيلي

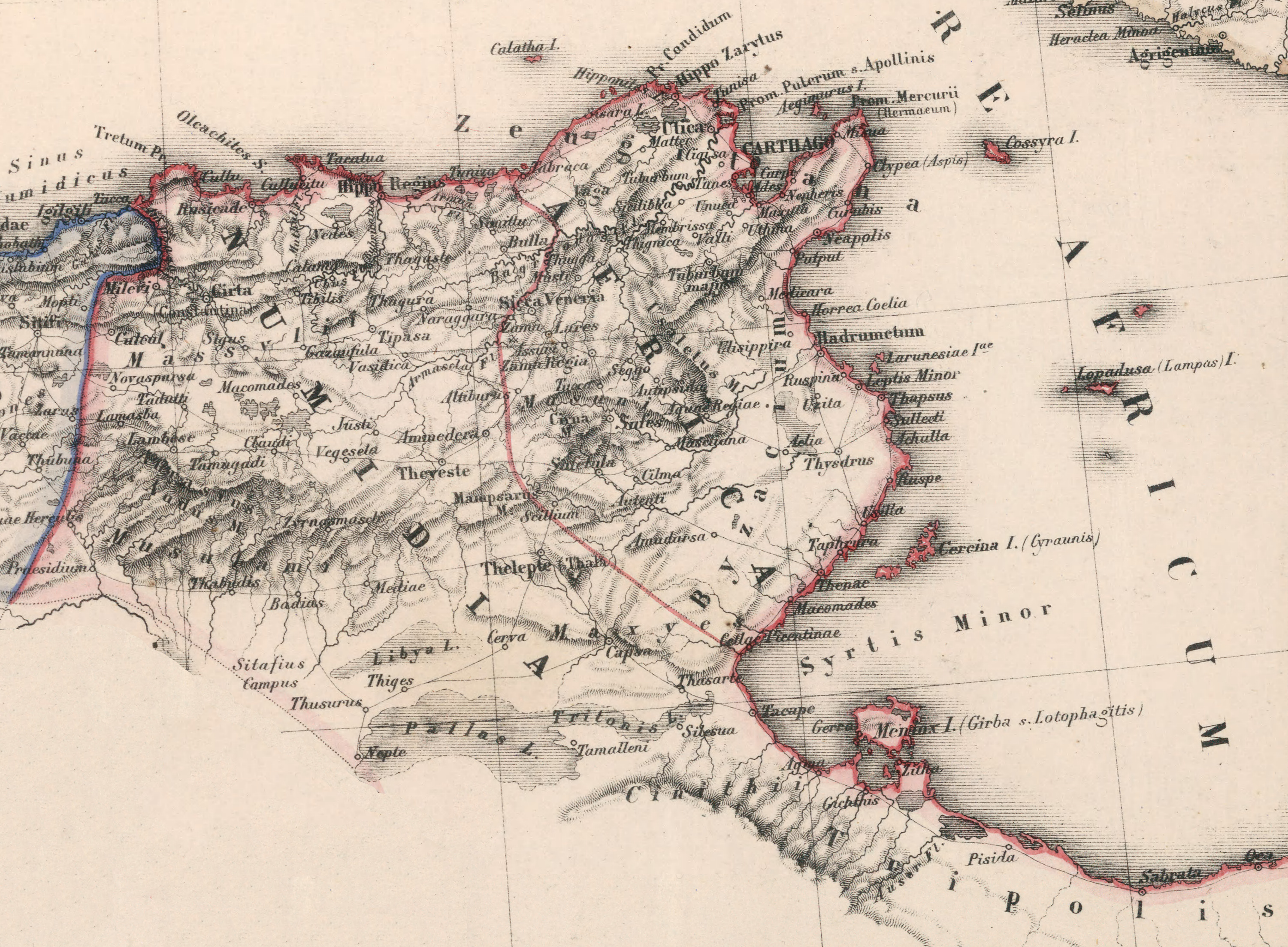
خريطة رومانية قديمة تبين موقع مملكة ماسيلي (Atlas Antiquus (1869

«ماسيلي»، وهي كلمة مشتقة من الامازيغية ومعناها أسياد البحر والمعنى الحرفي هو «ماس» وهو «السيد» و«ييل» وهو البحر ونطقها بالامازيغية أو اللهجة الشاوية وهي «ماس ن ييل» وهي «أسياد البحر» اما «مملكة ماسيسيليا» ومعنا كلمتها أيضا بالامازيغية وهي «أبناء اسياد البحر» ومعناها الحرفي هو «ميس» وهو «ابن» و«ماس» هو «السيد» و«ن بيل» وهو البحر وتنطق بالشاوية «ميس ماس ن ييل» أي «أبناء اسياد البحر». وتاريخيا أبناء ماسيلي أي الماسيسيل وبعد هروبهم من حروب التي كانت في «مملكة ماسيلي» قامو بفتح مملكة بالقرب من «مملكة ماسيلي» وأسموها «مملكة ماسيسيليا» أي أبناء ماسيلي.

## نظام الحكم
ساد النظام الملكي الوراثي حيث تنتمي العائلة المالكة بالذكور إلى جد مشترك واحد. وكان الملك هو الأكبر سنا ً في العائلة. وبوفاته ينتقل الحكم للأكبر وهكذا. وهي القاعدة التي طبقت بعد وفاة «غايا» حوالي سنة 206 ق.م. إذ لم يخلفه ابنه ماسينيسا البالغ من العمر آنذاك اثنتين وثلاثين سنة وإنما خلفه شقيقه «أوزالكن». وبعد وفاة هذا الأخير خلفه ابنه «كابوسا» الأكبر من ماسينيسا وبعد وفاة «كابوسا». كان الحكم يعود شرعا ماسينيسا. لكن «مازوطيل» تدخل ونصب «لاكومازن» ملكا مما دفع ماسينيسا إلى العمل على استرجاع العرش. ويمكننا أن نفترض أن هذا النظام المطبق عند «ماسيلي» يكون قد طبق عند مملكة ماسيسيليا والموريطانيين.

## الزراعة في نوميديا الغربية
وقد تطورت الزراعة في العصور الذهبية للممالك نوميديا لاسيما في العهد القرطاجي لما ارتبطت الزراعة بالعلوم الحديثة التجريبية، وكان عهد ماسينيسا هو «العصر الذهبي» التي وصلت فيه الزراعة إلى أرقى الدرجات. وكانت الزراعة الساحلية أي في المناطق ذات المناخ المعتدل قد تطورت أساسا في العهد (اللوبي-البونيقي) وهي نتاج مشترك بين كل النوميد والفينيقيين. وكانت الزراعة قبل ذلك تتمركز حول المناطق التجارية وقد اشتهرت بلاد النوميد بالكثير من المنتجات مثل القمح والزيتون والكروم.
وتعتبر المناطق الساحلية الضيقة على ضفاف البحر المتوسط عي الأهم في العالم ممن ناحية الخصوبة سواء ذلك في نوميديا حيث نذكر رأس بونة بنواحي عنابة، وهي منطقة على شكل شبه جزيرة وأراضي متيجة الخصبة وكذا إقليم حضرموت في الداخل التونسي أين كون القرطاجيون بساتين جميلة ومروج خضراء وربطوها بآلهة الريف والزراعة، وكذا مناطق تازبنت والتي هي مربعات على شكل فدان لاستغلالها في الزراعة وقد كانت نوميديا الشرقية أكثر خصبا من نوميديا الغربية وذلك على حد زعم سالوست في كتاب حروب يوغرطة لذا فإن ماسينيسا قد اهتم بالزراعة كثيرا لاسيما في الجزء الشرقي في نوميديا الموحدة، وكانت مناطق الأوراس والحضنة بها زراعة القمح والشعير على نطاق واسع تمارس الزراعة جنبا إلى جبن مع الرعي.

## الخيالة النوميدية
ساهمت الخيالة النوميد في تركيبة الجيوش القرطاجية منذ القرن 5 ق.م لكن دورها ظل ثانويا إلى نهاية القرن الرابع ق.م. وانطلاقا من القرن الثالث ق.م وبالتحديد منذ الحملات العسكرية التي قادها «البرقيون» بإسبانيا أصبحت تمثل قوة هامة داخل الجيوش البونية. فقد ساهمت بعد ان تضخمت أعدادها بشكل فعال في انتصارات حنبعل في إيطاليا خلال الحرب البونية الثانية.